# Bundespensionsamt
Das Bundespensionsamt, kurz BPA, war ein dem Bundesministerium für Finanzen unterstelltes österreichisches Bundesamt, das für die Abwicklung der Pensionen (eigentlich Ruhegenüsse bzw. Versorgungsgenüsse für Hinterbliebene) der Beamten zuständig war. 
Unter anderem bedingt durch die Einführung des Pensionskontos für Beamte wurde es mit 1. Jänner 2007 in die Versicherungsanstalt öffentlich Bediensteter integriert und wird nun als Versicherungsanstalt öffentlich Bediensteter – Pensionsservice bezeichnet.